# Grič (časopis, Beč)
Grič je bio hrvatski emigrantski list.
Izlazio je u Beču od travnja 1930. do listopada 1932. godine.
Njegovim pokretačem i prvim urednikom je bio Gustav Perčec. Kasnije su ga uređivali Ivan Perčević, Ante Pavelić, Branimir Jelić i ini.

## Vanjske poveznice i izvori
- IHJJ[neaktivna poveznica] Mario Jareb: Ustaško-domobranski pokret od nastanka do travnja 1941. godine
- [neaktivna poveznica] Aleksandar Stipan: Djelovanje ustaškog pokreta od osnutka do atentata u Marseilleu (3), str.25